# 池内調造
池内 調造（いけうち ちょうぞう、1897年1月9日-1988年2月16日）は、日本の実業家。KBS京都元代表取締役、京都新聞社元取締役、日本民間放送連盟の営業・予算・財務・総務の各委員及び理事を20年近くにわたり担務し民放界の発展に大きく寄与。

## 経歴
- 1897年1月9日、父・池内鉄次と母・とよの長男として、兵庫県姫路市に生まれる。
- 1915年、姫路商業学校を卒業し、五十六銀行に入社。
- 1923年に同行を退社し、萬年社に入社。同社を1935年に退社し、現在の京都新聞の前身である日出新聞に入り、以後一貫してマスコミに従事する事になる。
- 1950年、放送法・電波法の新制定、施行にともない氏は京都新聞に在籍のままいち早く京都放送（昭和39年近畿放送に改称）の創設に参加、開局に向けて奔走。当時の地元政財界は放送事業に対する理解や関心が極めて低く、将来を危ぶむ声が大勢を占め、設立準備は日々困難をきわめたという。しかしこれを見事克服して設立にこぎつけ、全国で最初の民法ローカル局開局を実現。
- 1952年、京都放送創業と殆ど同時に京都新聞から正式出向し相談役に就任。
- 1955年、取締役。1959年、常務取締役。1961年、代表取締役専務。
- 1964年、近畿放送BGMの社長に就任し音楽を通じて地域社会の職場環境の改善に寄与。京都新聞取締役、京都ユネスコ協会理事、国際文化振興会委員、働く少年をたたえる会顧問、人権擁護委員、京都商工会議所文化部会長などを多年歴任し地域文化、社会福祉、国際親善の向上・発展に貢献。
- 1972年11月、勲四等瑞宝章を受賞。
- 1975年、近畿放送社長に就任。
- 京都府心身障害者雇用促進協議会副会長、京都府矯正施設強化事業協会理事長等を歴任。1971年から1979年まで人権擁護委員をつとめる。

## エピソード
- 京都新聞時代の16年に及ぶ営業畑での豊富な経験を通じ、数年余りにして業務状態を構築。「地域密着」を掲げ全社の総力を挙げて地域性に富む放送番組の制作を指示。非常災害時における放送局の在り方を早くから追求した。1959年、京都府下福知山地区で大水害が発生して全地域が停電となり混乱した時、福知山局では自衛隊と協力して予備電源による放送を続けて地域住民の不安解消につとめ、近畿電波監理局から表彰を受けたのもその一例である。
- 自身が囲碁七段の段位を持ち関西棋院常任理事を多年勤めていたことから、1970年には自らの企画により東西囲碁対局「達人杯争奪戦」を毎日曜日、2時間番組として作成・放映。囲碁界最高峰による豪華対局は大胆な試みとしてテレビ界に新風をもたらした。

## 栄誉
- 昭和47年11月 勲四等瑞宝章
- 昭和63年3月 従五位